# 윤정현 (1882년)
윤정현(尹定鉉, 1882년 9월 29일 ~ 1950년 10월 19일)은 일제강점기의 전라남도 지역 유지로, 조선총독부 중추원 참의를 역임했다.

## 생애
전남 해남군 출신으로 한일 병합 조약 체결 전에는 해남군 향교의 직원을 지냈다. 1912년 병합 기념으로 내려진 한국병합기념장을 수여 받았다.
1916년 전라남도지방토지조사위원회의 임시위원을 맡았고, 1919년에는 해남군 참사가 되었다. 윤정현이 군참사가 된 것은 3·1 운동 직후였는데, 이때 조선 독립을 요구하는 지역 민심을 진정시키는데 다대한 공이 있었던 것으로 기록되어 있다. 1919년 9월 사이토 마코토 조선총독의 각 도 대표 소집에 응하여 조선총독부 주최로 열린 시국강연에서 전라남도 대표로 참석했다. 1919년 7월 현기봉, 김형옥, 유강렬, 유지제와 함께 후에 광주제일고등학교가 된 사립 광주고등보통학교 설립 기성회를 조직하였다.
이후 곧바로 전남참사로 승격되었고, 1920년 도지사가 임명하는 관선 전남 도평의회원을 거쳐 1926년에는 중추원 참의로 발탁되었다. 중추원 참의로는 1929년까지 3년간 재임하였으며, 관선 도평의회원(1930년)과 전남 도회의원(1933년)으로 계속 관계에 머물렀다. 일본 정부로부터 1928년 쇼와대례기념장을 받았고, 1929년에는 정7위가 주어져 공을 인정받았다.
해남금융조합장(1923년), 주식회사 해남흥산 감사(1927년), 남선상공 감사(1929년) 등으로 기업 활동에 참여하면서 비교적 젊은 나이에 중추원 참의까지 역임하였다. 태평양 전쟁 시기까지 생존하여 1941년 전쟁 지원 단체인 조선임전보국단의 발기인을 맡기도 했다. 광복 후인 1949년 반민족행위처벌법으로 반민특위가 결성되었을 때 전남지부에 자수해 온 적이 있으나, 이후 반민특위 활동이 중단되어 처벌은 받은 바 없다.
2002년과 2008년 각각 공개된 친일파 708인 명단과 민족문제연구소의 친일인명사전 수록예정자 명단에 모두 선정되었고, 2007년 대한민국 친일반민족행위진상규명위원회가 발표한 친일반민족행위 195인 명단에도 포함되었다.

## 같이 보기
- 조선총독부 중추원
- 조선임전보국단

## 참고자료
- 친일반민족행위진상규명위원회 (2007년 12월). 〈윤정현〉 (PDF). 《2007년도 조사보고서 II - 친일반민족행위결정이유서》. 서울. 728~734쪽쪽. 발간등록번호 11-1560010-0000002-10. [깨진 링크(과거 내용 찾기)]